# 8153 Gattacceca
A 8153 Gattacceca (ideiglenes jelöléssel (8153) 1986 WO1) a Naprendszer kisbolygóövében található aszteroida. Antonín Mrkos fedezte fel 1986. november 25-én.